# Argyrogrammana venilia
Espèce
Argyrogrammana venilia est un insecte lépidoptère appartenant à la famille  des Riodinidae et au genre Argyrogrammana.

## Dénomination
Argyrogrammana venilia a été décrit par Henry Walter Bates en 1868 sous le nom de Charis venilia

## Description
Argyrogrammana venilia est un papillon au dessus des ailes orange à damiers marron.

## Écologie et distribution
Argyrogrammana venilia est présent en Guyane, Guyana, Surinam, en Équateur et au Brésil.

### Biotope
Il réside dans la forêt tropicale.